# Route nationale 353
La route nationale 353 (RN 353 o N 353) è una strada nazionale francese che parte dall'A35 e termina sul Reno in direzione di Offenburg, al confine con la Germania. Svolge la funzione di tangenziale di Strasburgo a sud della città.

## Percorso originario
La prima N353 da Seclin si dirigeva ad est, oggi col nome di D549 (perché riassegnata alla N49 nel 1972) fino ad Orchies e di D953 (tratto declassato nel 1972) in seguito. La statale finiva a Saint-Amand-les-Eaux, dove ora è conosciuta come D955.